# 432101 Ngari
432101 Ngari è un asteroide della fascia principale. Scoperto nel 2009, presenta un'orbita caratterizzata da un semiasse maggiore pari a 3,0584107 UA e da un'eccentricità di 0,1623609, inclinata di 27,89282° rispetto all'eclittica.